# Dezembro Roxo

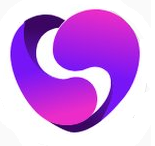
Logo da campanha Dezembro Roxo

Dezembro Roxo é uma campanha de conscientização e incentivo às doações de parte do Imposto de Renda devido para o Fundo para Infância e Adolescência (FIA). A iniciativa tem como objetivo aumentar arrecadação dos fundos municipais e estaduais para o investimento em políticas públicas de proteção e defesa dos direitos das crianças e adolescentes.
A destinação do Imposto de Renda devido para os fundos está prevista no Art. 260 do Estatuto da Criança e do Adolescente e define que “os contribuintes poderão efetuar doações aos Fundos dos Direitos da Criança e do Adolescente nacional, distrital, estaduais ou municipais, devidamente comprovadas, sendo essas integralmente deduzidas do Imposto de Renda” obedecendo os limites de 1% do imposto devido para pessoas jurídicas e 6% para pessoas físicas.
O Fundo para Infância e Adolescência (FIA) tem as doações de Imposto de Renda pelos contribuintes como a sua principal fonte de recursos, contudo menos de 1% dos contribuintes fazem esta doação e os estados e municípios deixam de arrecadar uma quantia importante para investimento direto nas políticas de garantias de direitos das crianças e adolescentes.
O movimento tem chamado a atenção de boa parte da mídia, pois a destinação do Imposto de Renda ainda é pequena, se comparada ao potencial de destinação destes recursos em cada município. A campanha Dezembro Roxo listou o ranking das cidades e estados que mais doam, proporcionalmente ao potencial de doação do município ou estado. Na página da campanha estes dados podem ser acessados individualmente para cada cidade participante do Dezembro Roxo.

## Dados das doações
Segundo dados da Receita Federal, no primeiro repasse do ano de 2019 foram destinados R$ 81.866.081,66 (oitenta e um milhões oitocentos e sessenta e seis mil oitenta e um reais e sessenta e seis centavos) por 73.987 contribuintes, aos Fundos para Infância e Adolescência no momento da declaração de 2019, quando o percentual de doação é de somente 3% . Este valor ainda é muito pequeno, tendo em vista a quantidade de contribuintes que poderiam fazer este tipo de doação, que somam aproximadamente 12 milhões de pessoas, que fazem a declaração de Imposto de Renda no modelo completo.
A campanha foi realizada em aproximadamente 2.600 cidades e em 22 estados brasileiros no ano de 2019. 

## Dezembro Roxo 2020
Devido ao sucesso da campanha em 2019, no ano de 2020 a campanha contará com uma base maior de apoiadores institucionais, consolidando-se como um movimento de unificação da comunicação em prol da destinação do Imposto de Renda para os Fundos para Infância e Adolescência Municipais e Estaduais, tanto por pessoas físicas, quanto jurídicas. A campanha conta com apoio institucional e de comunicação de:
- Prefeituras[4]
- Estados[5]
- Empresas[6]
- Conselhos de classe e associações empresariais[7]
- Fundações e entidades
- Imprensa
- Influenciadores digitais